# Fontane Effi Briest
Fontane Effi Briest; títol original: Fontane Effi Briest oder Viele, die eine Ahnung haben von ihren Möglichkeiten und Bedürfnissen und trotzdem das herrschende System in ihrem Kopf akzeptieren durch ihre Taten und es somit festigen und durchaus bestätigen (en alemany Fontane Effi Briest o Molts que tenen una idea de les seves possibilitats i necessitats i encara accepten el sistema imperant al seu cap a través de les seves accions i així l'enforteixen i el confirmen) és una pel·lícula de drama històric en blanc i negre de l'Alemanya Occidental del 1974 dirigida, escrita i narrada per Rainer Werner Fassbinder, i produïda per Juliane Lorenz. Fassbinder va adaptar el guió de la novel·la homònima de l'autor alemany Theodor Fontane de 1894 sobre una jove dona del segle XIX que té una aventura amb un carismàtic faldiller i els efectes a termini en el seu matrimoni amb un home madur. La pel·lícula utilitza les paraules de Fontane en el diàleg, la narració i el text de les cartes.

## Argument
La pel·lícula comença amb Effi von Briest, de 17 anys, al gronxador del jardí dels seus pares. La seva mare comenta la seva naturalesa salvatge, dient que té un esperit aeri. Parlant amb altres noies adolescents, discuteixen com la mare d'Effi va ser cortejada pel baró von Instetten quan era soldat, però ella va triar el pare d'Effi, conseller i terratinent.
Més tard, la mare d'Effi li diu que Instetten, ara de 38 anys i funcionari, li ha demanat la mà. Amb l'encoratjament dels seus pares, juntament amb el seu propi desig de prestigi, accepta. L'Effi i la seva mare comencen a preparar-se per a la lluna de mel: Effi no vol la majoria de les possessions, sinó que desitja alguna cosa que només ho farà el millor. Just abans de marxar, admet a la seva mare que, tot i que Instetten és considerat, té principis i és atrevit, tanmateix, l'espanta. Un cop sols, els seus pares parlen de la vida matrimonial, durant la qual Briest comenta que hauria estat molt millor esposa per a Instetten que Effi.
Effi i Instetten tornen a casa seva al mar Bàltic, a la ciutat fictícia de Kessin. Són rebuts per la freda i distant mestressa Johanna, que en secret estima el seu amo i es molesta per la seva nova dona. Durant la seva primera nit allà, l'Effi no pot dormir a causa de la por del que creu que és un fantasma. Al sopar de l'endemà, s'assabenta que són els únics nobles de la ciutat i que no poden socialitzar amb els seus habitants de classe mitjana. En canvi, hi ha intercanvis tediosos de visites amb nobles a les finques dels voltants. Tanmateix, Effi troba un amic en el farmacèutic Gieshübler, a qui li encanta la música.
Instetten ha d'anar de servei fora una nit, deixant l'Effi sola. De nou no pot dormir, el que fa que li demani a la Johanna que li faci companyia durant la nit. Instetten li retreu això, ja que no vol que la gent descobreixi que la seva dona tenia por dels fantasmes, però tampoc li alleuja les seves pors.
Aviat Effi queda embarassada. Un dia, mentre camina, coneix una dona catòlica anomenada Roswitha a la tomba del seu difunt patró. Veient que és una persona càlida i oberta, Effi li demana que es converteixi en la mainadera del seu fill. Finalment, Effi dona a llum una nena a la qual anomenen Annie.
Un dia, l'Effi va a la platja amb Instetten i el seu amic, el major Crampas. Instetten creu que Crampas és un faldiller, mentre que Crampas descriu Instetten com a mestre d'escola. Effi s'adona que Instetten havia estat utilitzant el fantasma que tenia por per educar-la, així com una manera de distingir-se dels homes corrents. Finalment, Instetten no pot continuar les excursions ja que la seva atenció és necessària per a una campanya política, deixant que Crampas i Effi continuin sols. Aviat, l'Efi passeja cada dia, fins al punt que ni les inclemències del temps no la poden aturar.
Després d'uns anys, Effi, Instetten i Annie es traslladen a Berlín, on Instetten ha guanyat una posició destacada en un ministeri del govern. L'Effi n'està contenta, ja que sempre va trobar que Kessin era esgarrifosa. Tanmateix, un dia Instetten troba cartes que Crampas havia estat escrivint a Effi. Que els dos havien estat amants és evident, però també és evident que la aventura va acabar fa temps. Després d'anar a demanar consell al seu amic Wüllersdorf, es compromet a iniciar un duel amb Crampas, en el que mata a trets el seu rival.
Es divorcia d'Effi i aconsegueix la custòdia d'Annie, a qui cria amb la creença que no té mare. Els pares d'Effi es neguen a deixar-la tornar a casa, a causa de l'escàndol que ha causat, així que s'instal·la a un petit apartament a Berlín amb la fidel Roswitha. Uns anys més tard, a l'Annie se li permet una breu visita a l'Effi, però ambdues estan distants. L'Effi està enfurismada amb Instetten, culpant-lo d'haver ensenyat a la seva filla a actuar com una estranya amb ella, i pateix un col·lapse nerviós.
Els seus pares accepten tenir cura d'ella a casa seva, però Instetten es manté obstinat, creient que ha estat la ruïna de la seva vida. Fallada la seva pròpia vida, Effi demana a la seva mare que li digui a Instetten que el perdona i que ara està en pau. Asseguda al jardí després de la seva mort, la seva mare es pregunta si d'alguna manera tenen la culpa d'haver provocat el seu destí, però el seu pare rebutja la idea amb la seva habitual evasió: "Ach, Luise, laß … das ist ein zu weites Feld." ("Oh deixa-ho, Luise.... és un tema massa ampli.")

## Repartiment
- Hanna Schygulla com a Effi Briest
- Wolfgang Schenck com el baró Geert von Instetten
- Ulli Lommel com a Major Crampas
- Lilo Pempeit com a Frau von Briest (la mare d'Effi)
- Herbert Steinmetz com Herr von Briest (pare d'Effi)
- Irm Hermann com a Johanna
- Hark Bohm com Gieshübler, el farmacèutic
- Karlheinz Böhm com a conseller Wüllersdorf
- Rudolf Lenz com a conseller Rummshake
- Eva Mattes com a Hulda
- Ursula Strätz com a Roswitha
- Karl Scheydt com a Kruse
- A Dorthe Braker com a senyora Paaschen
- Theo Tecklenburg com el pastor Niemeyer
- Andrea Schober com Annie von Instetten
- Barbara Valentin com a Marietta Tripelli
- Peter Gauhe com el cosí Dagobert
- Barbara Kwiatkowska-Lass com a cuinera polonesa

## Context històric
La novel·la original, Effi Briest de Theodor Fontane, es va inspirar en esdeveniments de la vida real, ja que es basava en un escàndol entre un oficial de l'exèrcit i la seva dona. Pel que sembla, l'esposa havia tingut una aventura, i un cop el marit se'n va assabentar, va desafiar i va matar l'amant en un duel. Tot i que això era il·legal, encara es considerava un mitjà adequat per mantenir l'honor a la societat prussiana durant l'època de Fontane. Per tant, l'home gairebé no va ser castigat, mentre que la dona treballaria com a infermera durant la resta de la seva vida. Fontane va convertir aquesta història en un retrat condemnatiu sobre com el codi d'honor del segle XIX pot limitar i arruïnar la vida d'una persona.
L'any 1968 va teir lloc el moviment de protesta dirigit per estudiants conegut com a moviment estudiantil alemany o moviment de 1968, i es va produir l'intent d'assassinat del seu líder, Rudi Dutschke. Aquests estudiants estaven enfurismats perquè molts líders del règim nazi seguien ocupant posicions de poder, així com per diverses reformes legals restrictives i la seva manca de poder en el funcionament de les seves universitats.
A la dècada de 1970, el moviment dels drets civils de les dones va guanyar popularitat i va començar a formar un moviment individual, ja que prèviament havia format part de les protestes estudiantils des de 1968. Les dones es van adonar que estaven sent reprimides pels dobles estàndards de la societat per a homes i dones. En percebre la naturalesa patriarcal de la societat, pretenien canviar la seva posició. Aquest moviment finalment tindria èxit quan l'any 1977 la legislació va concedir a les dones casades el dret al divorci i la capacitat per treballar fora de casa.
Es van trobar fàcilment similituds entre Effi Briest i l'Alemanya del segle xx, cosa que va ajudar a explicar la popularitat del llibre i les seves posteriors adaptacions cinematogràfiques. Durant la dècada de 1970, Alemanya Occidental era sacesjada pels disturbis civils mentre la gent intentava fer canvis, entre aquests moviments hi havia el moviment dels drets civils de les dones, que es va convertir en una gran influència per la pel·lícula, ja que comparava la naturalesa repressiva de la societat entre la Prússia del segle XIX i l'Alemanya Occidental dels anys setanta.

## Anàlisi
Com indica el doble títol de la pel·lícula, el propòsit final de la pel·lícula és analitzar com un sistema social pot restringir la llibertat de les persones. Durant l'època de Theodor Fontane, en realitat era habitual incloure un segon títol afegint una declaració. Amb aquesta disposició, el primer títol sol ser el nom del personatge principal, mentre que el segon s'utilitza per descriure l'estigma social que es critica. Tanmateix, Theodor Fontane no va incloure el segon al novel·la original Effi Briest, però Fassbinder la va afegir en la seva producció de la pel·lícula.
Al llarg de la pel·lícula, Fassbinder intenta demostrar els efectes de les restriccions de la societat en la supressió de les emocion. Això es fa distanciant l'audiència de la acció, principalment mitjançant tècniques com ara mantenir les escenes més dramàtiques fora de la pantalla i la segmentació dels esdeveniments. Per exemple, mai hi ha una escena que representi l'aventura entre Effi i Crampas, i tot això queda fora de la pantalla. I en lloc de mostrar-se el naixement d'Annie, el narrador més aviat ens ho explica, separant encara més el públic de l'acció. Amb aquestes tècniques es nega al públic les escenes melodramàtiques que s'esperaven d'una pel·lícula sobre adulteri, utilitzant aquesta moderació per augmentar el tema de la repressió.
Tot i que el final de la pel·lícula és molt tràgic, no es deu a la mort d'Effi. Més aviat, és perquè creia que va morir creient que la culpa havia estat la seva pròpia responsabilitat, i perquè demostra com les convencions socials poden impedir que un estimi l'altre amb tota la seva capacitat. A través d'això, la pel·lícula demostra com ser un home de principis sovint provoca la seva pròpia enervació.

## Producció
Aquesta pel·lícula va tenir una importància personal extrema per a Fassbinder, ja que esperava que es convertís en el seu debut com a director. No obstant això, caldria tres anys tant per conceptualitzar Effi Briest com per recaptar els fons necessaris per produir-la abans que realment pogués filmar-la. Tal com ho va descriure Fassbinder, el motiu pel qual era tan encantat amb Effi Briest i Fontane era degut a com ell "va rebutjar tothom i va trobar tot alienant i, tanmateix, va lluitar tota la vida pel reconeixement". La producció d'aquesta pel·lícula es va convertir en un gir encara més personal per a Fassbinder quan va escollir a la seva pròpia mare, Lilo Pempeit, com a mare d'Effi Briest, i va decidir narrar la pel·lícula ell mateix rellegint i interpretant personalment les paraules de Fontane.

## Recepció
La pel·lícula va rebre principalment crítiques positives. Segons l'agregador de ressenyes Rotten Tomatoes, Effi Briest havia rebut una puntuació d'aprovació del 75% amb una valoració mitjana de 7,1/10 entre 8 crítics professionals. IMDb va donar a la pel·lícula una puntuació similar, amb una puntuació mitjana de 7,1 /10 entre 1.559 usuaris d'IMDb. Effi Briest també va ser nomenada una de les 1.000 millors pel·lícules mai fetes per The New York Times.
Premis
La pel·lícula va guanyar el Premi Interfilm de 1974 al 24è Festival Internacional de Cinema de Berlín i va ser nominada a l'Ós d'Or.